# Dolla
Roderick Anthony Burton II, bekannt unter dem Künstlernamen Dolla (* 25. November 1987 in Chicago; † 18. Mai 2009 in Los Angeles) war ein US-amerikanischer Rapper.

## Leben
Die Kindheit Dollas war überschattet vom Tod seiner Zwillingsschwester bei der Geburt sowie dem Selbstmord seines Vaters fünf Jahre später. Seine Mutter zog daraufhin mit ihm und seiner Schwester nach Atlanta. 
In seiner Jugend gehörte Dolla der Da Razkalz Cru an, welche 2003 eine Single mit dem Titel So Fly veröffentlichte. Nachdem sich die Gruppe aufgrund ausbleibendem Erfolg aufgelöst hatte, war er als Model für das Modelabel von P. Diddy tätig. Seine weitere musikalische Karriere wurde von Akon gefördert, der ihn bei seinem Label Konvict Muzik aufnahm und mit dem er 2006 am Soundtrack des Tanzfilms Step Up arbeitete. Mit Akon nahm er auch die Single Who the Fuck Is That? auf, die Anfang 2008 erschien. In der Version mit T-Pain und Tay Dizm konnte sich diese in den US Hot 100 platzieren.
Danach arbeitete Dolla an seinem Debütalbum. Noch vor dessen Fertigstellung wurde er am 18. Mai 2009 in Los Angeles vor einem Einkaufszentrum auf offener Straße erschossen. Die Polizei konnte den Täter wenig später am internationalen Flughafen überwältigen. Das Motiv liegt nach Kenntnisstand der Polizei möglicherweise in einer vorherigen Auseinandersetzung zwischen Dolla und dem mutmaßlichen Täter in einem Stripclub.

## Diskografie

### Mixtape
- 2006: The Beatdown Mixtape

### Singles
- 2008: Who the Fuck Is That (feat. T-Pain & Tay Dizm)
- 2008: Make a Toast
- 2008: I'm Tore Up